# Irma Benčić

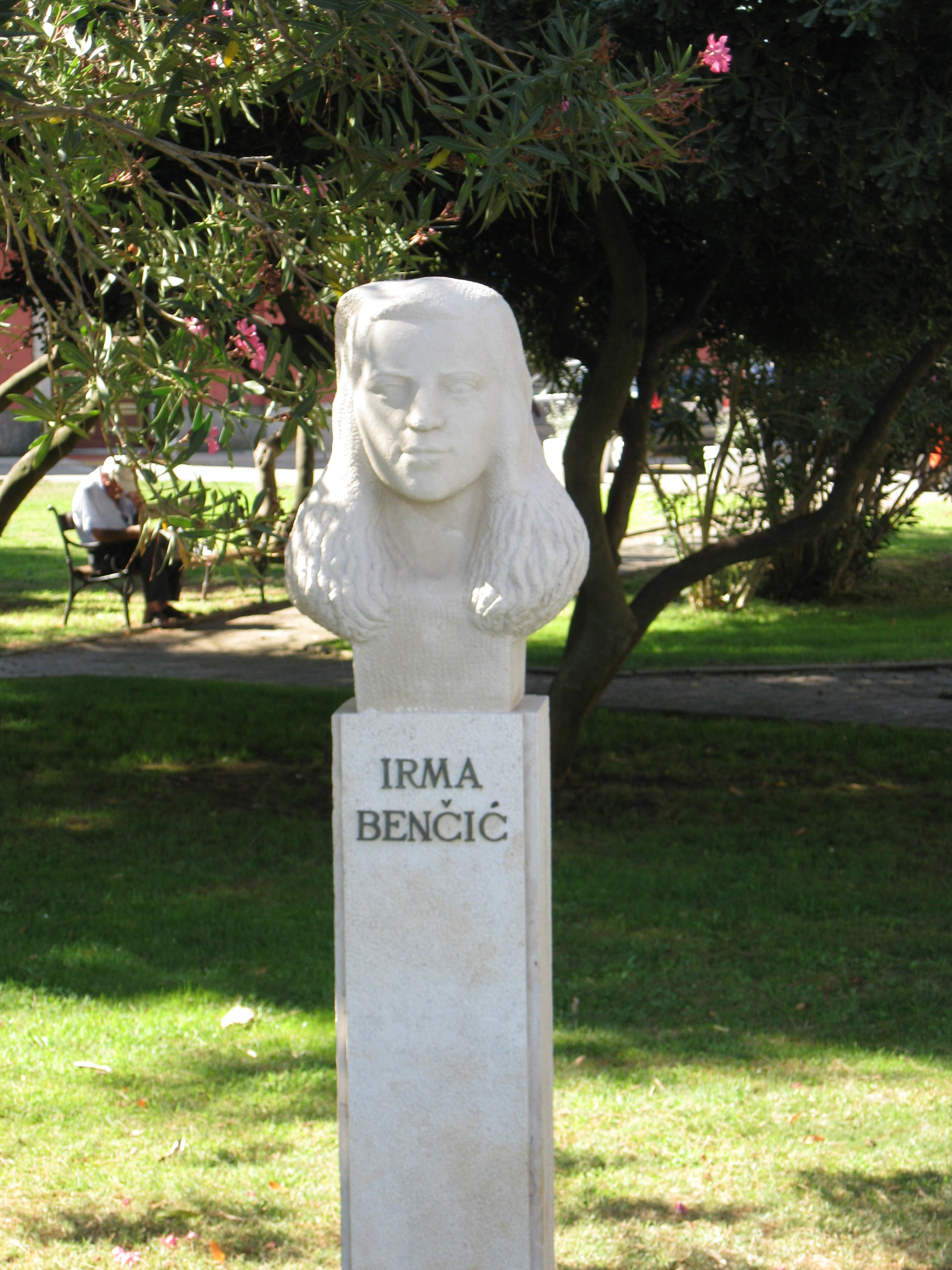
Büste im Irma-Benčić-Park, Novigrad

Irma Benčić († 28. Februar oder 1. März 1945 in Businia bei Cittanova d’Istria) war eine kroatisch-italienische Widerstandskämpferin gegen den Faschismus. Sie wurde in der vom Deutschen Reich besetzten Operationszone Adriatisches Küstenland in der Nacht des 1. März 1945 ebenso wie ihr Vater Anton Benčić und der aus Albona stammende Partisan Antun Ružić erschossen.
In Novigrad erinnert eine Büste im nach ihr benannten Park am Hafen an Irma Benčić.

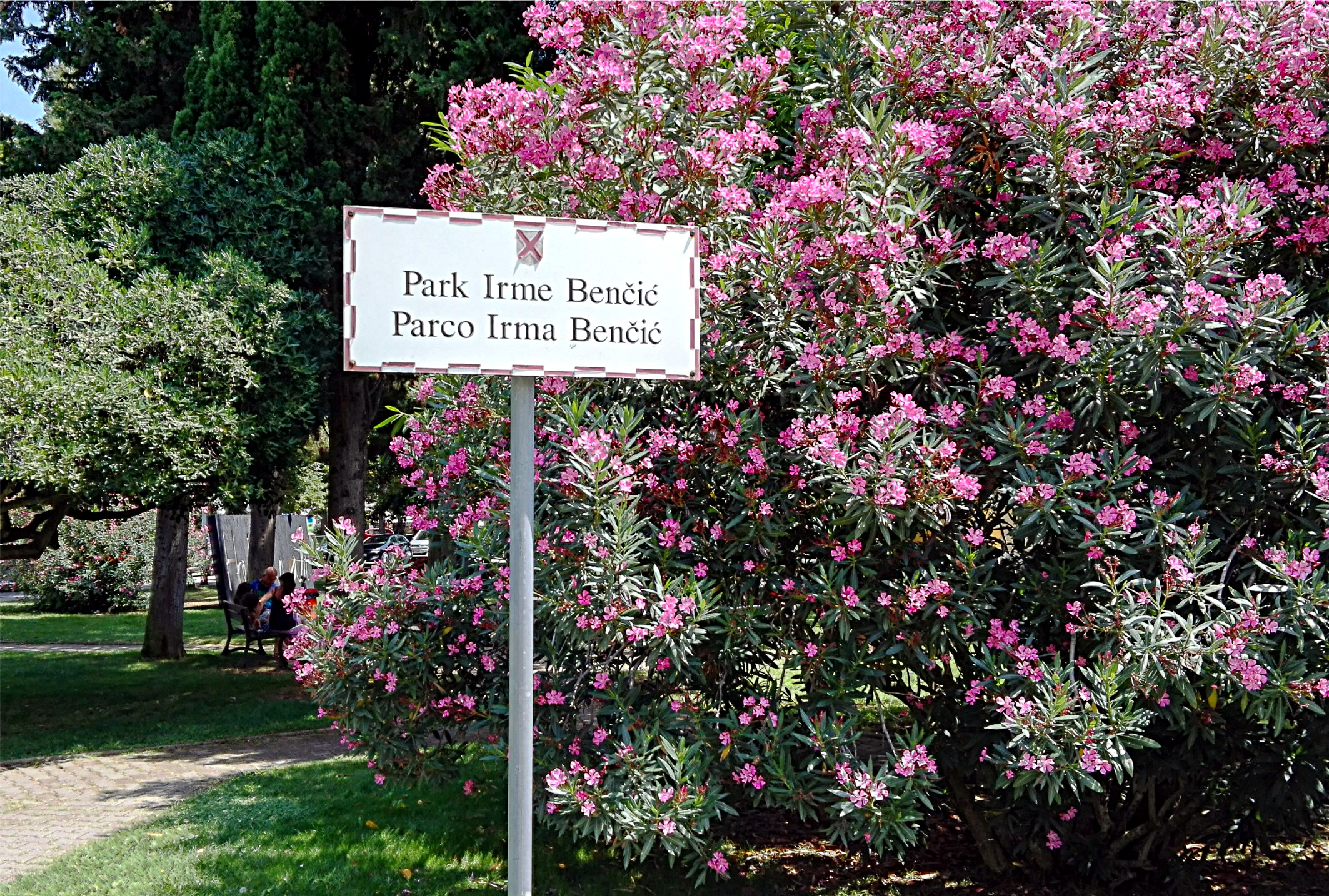
Irma-Benčić-Park